# Alfredo Margreth
Alfredo Margreth (Modena, 7 marzo 1933 – Modena, 18 marzo 2021) è stato un medico, biochimico e ricercatore italiano.

## Biografia
Laureato in Medicina e Chirurgia all'Università degli Studi di Modena e Reggio Emilia nel 1957, la sua formazione scientifica fu effettuata a contatto con Massimiliano Aloisi, di cui egli fu allievo e assistente. Dal 1969 fu professore di patologia generale all'Università degli Studi di Padova, dove rimase fino alla nomina a professore emerito. Nel 1971 assunse la direzione del Centro di Studio per la Biologia e Fisiopatologia muscolare del C.N.R., mantenendo l'incarico fino al 1987.

## Attività scientifica
Nel 1965 collaborò allo studio che dimostrava le potenzialità carcinogene del 2-acetilaminofluorene. Successivamente si dedicò allo studio della fisiologia e della fisiopatologia dell'apparato muscolare, in particolare del reticolo sarcoplasmatico, della calsequestrina e del recettore rianodinico. Compì inoltre studi sulla differenziazione delle cellule muscolari.

## Onorificenze
Fu membro delle seguenti accademie e istituzioni scientifiche:
- Accademia nazionale dei Lincei dal 1990[8]
- American Association for the Advancement of Sciences
- Société royale de sciences de Liège
- New York Academy of Sciences
- Istituto veneto di scienze, lettere ed arti
- Accademia galileiana di scienze, lettere ed arti
- Società italiana di patologia

Nel 1975 vinse il Premio Carlo Erba conferito dall'Accademia Nazionale dei Lincei per il differenziamento muscolare.